# Lelio Sozzini

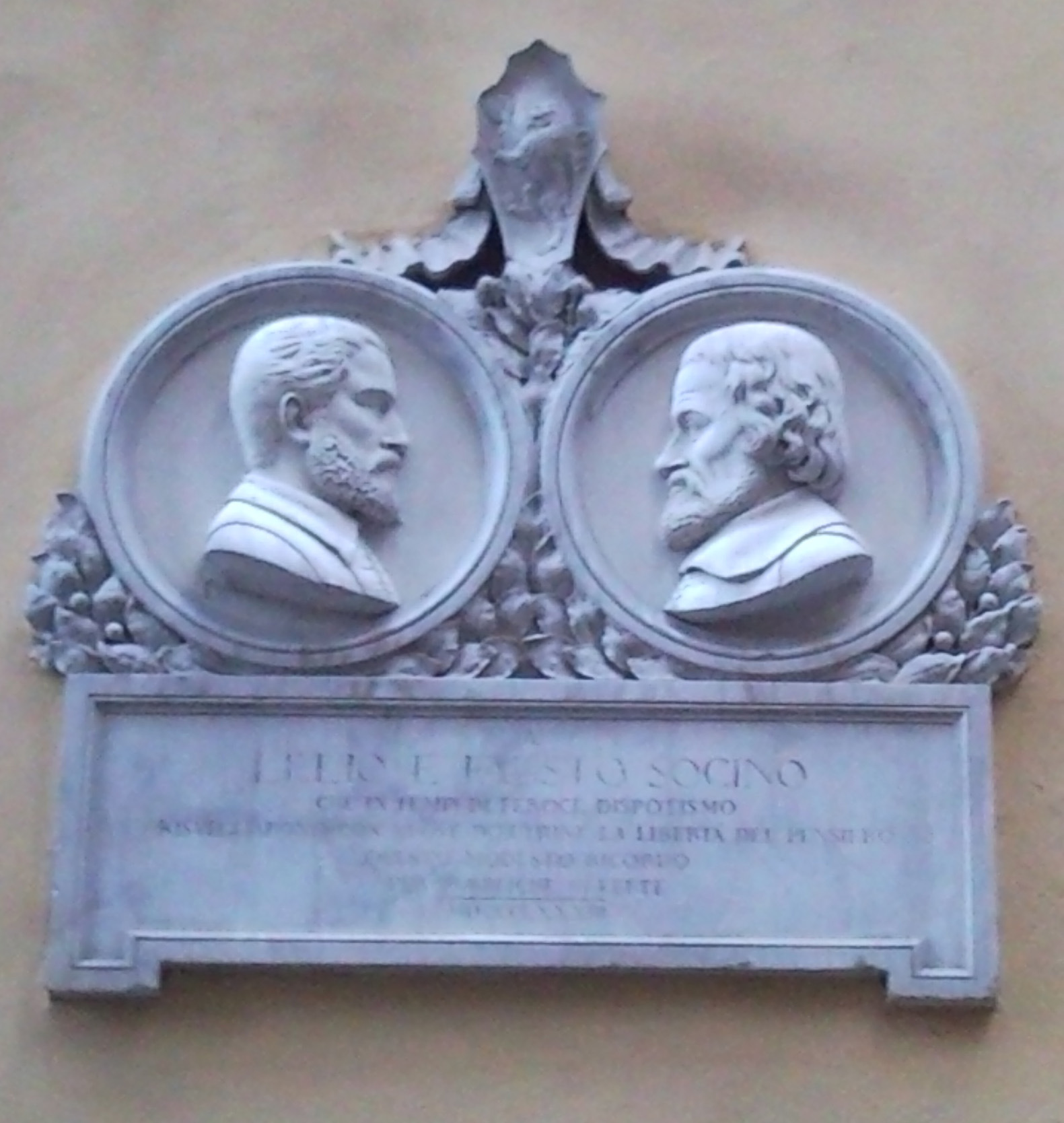
Fausto en Lelio Sozzini

Lelio Francesco Maria Sozzini (of simpelweg Lelio (Latijn: Laelius Socinus) (Siena 29 januari 1525 - Zürich, 4 mei 1562) was een Italiaans Renaissance humanist en anti-trinitarisch hervormer. Hij was een oom van de meer bekende Fausto Sozzini (Latijn: Faustus Socinus) naar wie zowel de Poolse Broeders als de vroeg Engelse Unitariërs "Socinianen" worden genoemd.